# Daboia russelii
Espèce
Synonymes
- Coluber russelii Shaw & Nodder, 1797
- Daboia pulchella Gray, 1842
- Daboia russelii pulchella Gray, 1842
- Daboia elegans Shortt, 1863
- Vipera russelli nordicus Deraniyagala, 1945

Statut de conservation UICN

 LC  : Préoccupation mineure
Statut CITES
Daboia russelii est une espèce de serpents de la famille des Viperidae qui se rencontre en Asie du Sud.
En français, elle est nommée Vipère de Russell,,, ou Vipère de Russell des Indes,.
Principalement à cause de son caractère irritable, elle est responsable de plus d’envenimations mortelles que n’importe quel autre serpent. Sur la plus grande partie de son aire de répartition, cette espèce est considérée comme le vipéridé le plus dangereux et la plus grande cause d’envenimations et de décès : la vipère de Russell est responsable de plus de la moitié des envenimations sérieuses ; et elle fait partie du Big four soit les quatre espèces de serpents indiens responsables du plus grand nombre de décès avec le cobra à lunettes, le bongare indien et l'échide carénée.

## Description
Ce serpent atteint au maximum 166 cm. La longueur moyenne est de 120 cm sur le continent et les populations insulaires restent plus petites. Il est plus fin que les autres vipères. Ditmars en 1937 rapporte les mensurations suivantes pour un “spécimen de taille moyenne”.
| Longueur totale      | 4 ft., 1 inch | 124 cm |
| Longueur de la queue | 7 inches      | 18 cm  |
| Circonférence        | 6 inches      | 15 cm  |
| Largeur de la tête   | 2 inches      | 5 cm   |
| Longueur de la tête  | 2 inches      | 5 cm   |

Le sommet de la tête est couvert de petites écailles carénées et irrégulières.  Les écailles supraoculaires sont étroites, simples, et séparées par 6-9 écailles sur la tête. Les yeux sont grands, tacheté de jaune ou d’or, et chacun est entouré de 10-15 écailles circumorbitaires. Il y a 10-12 supralabiales, les 4e et 5e sont nettement plus larges. L’œil est séparé de la lèvre supérieure par 3-4 rangées de suboculaires. Les deux maxillaires supérieurs portent au moins deux et au plus cinq ou six paires de crochets à la fois : la première est active et ceux de remplacements sont au repos. Les crochets atteignent une longueur de 16 mm en moyenne,.
Le corps est gros, quasi cylindrique. Les écailles dorsales sont fortement carénées et seule la rangée inférieure est lisse. À mi-corps, les écailles dorsales sont au nombre de 27-33. On compte 153-180 écailles ventrales. La plaque anale n’est pas divisée. La queue est courte - environ 14 % de la longueur totale du corps et compte 41-68 sous-caudales disposées par paires.
La coloration de fond va d’un jaune foncé, ou vert olive, brun clair jusqu'au gris clair à foncé, avec trois séries de taches brunes qui courent tout le long du corps. Chacune de ces taches est entourée d’un anneau noir, lui-même entouré d’une fine ligne de couleur blanche ou jaune, donnant un aspect assez chatoyant à la livrée. Les taches dorsales, habituellement au nombre de 23 à 30, peuvent se développer ensemble, tandis que les taches des flancs peuvent apparaître séparément. La tête a une paire de taches sombres distinctes, l’une sur chaque tempe, avec une marque en V ou en X de couleur rose, saumon ou brun. Derrière l’œil, se trouve une rayure noire, bordée de blanc, rose ou jaune. Le ventre est blanc, blanchâtre, jaunâtre ou rosâtre, souvent avec une dispersion irrégulière de taches sombres.

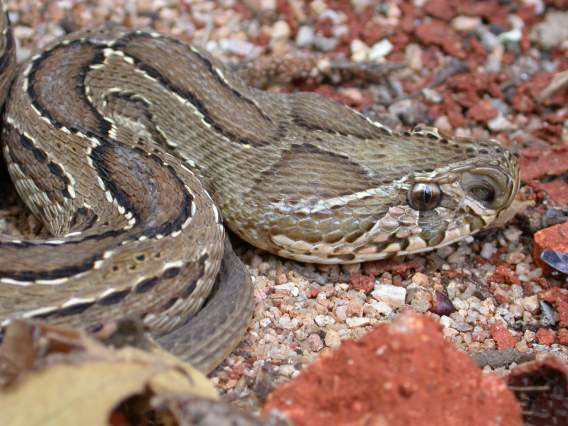
Tête de Daboia russelii
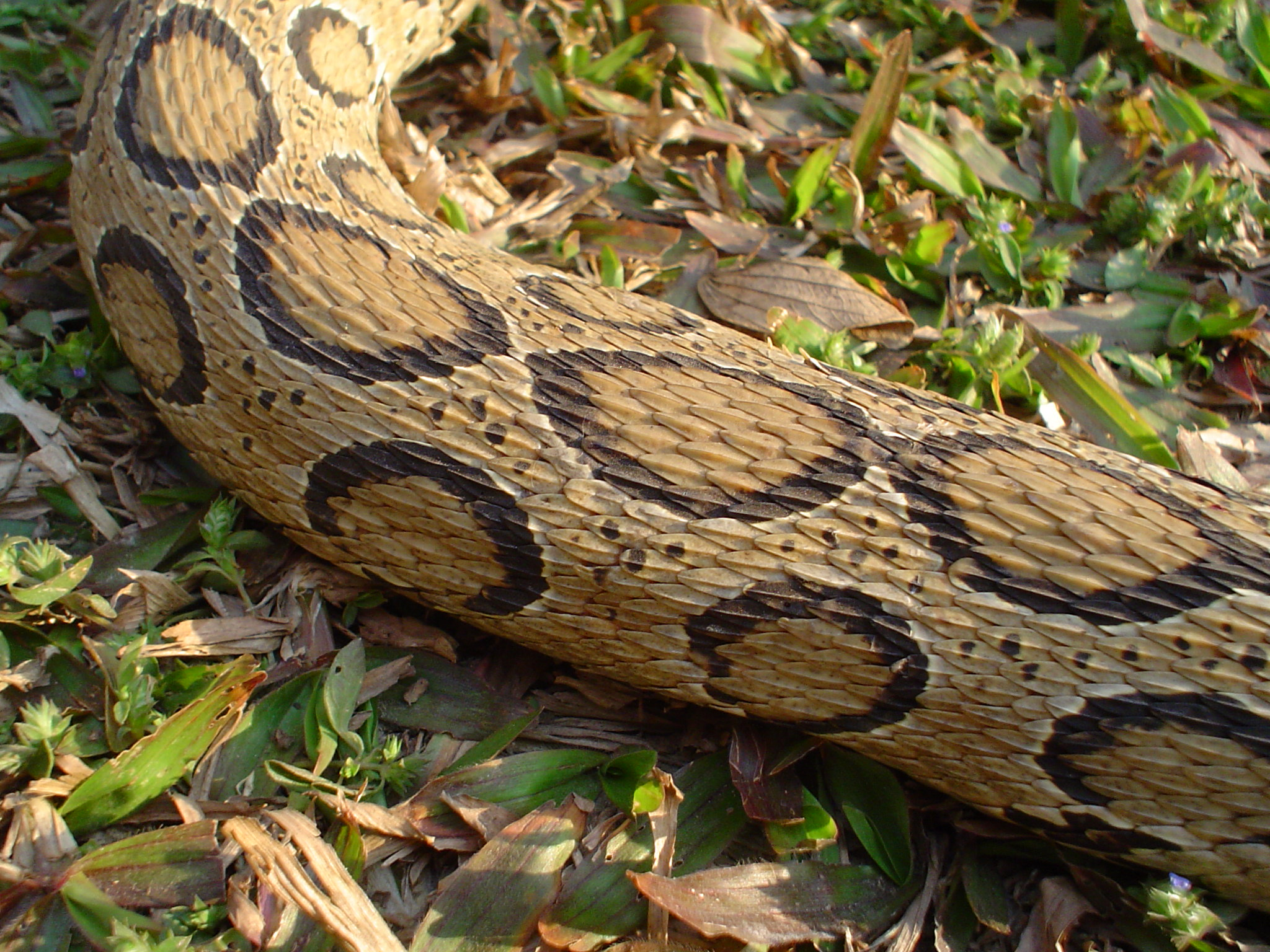
Écailles et motifs du corps

## Répartition
Cette espèce se rencontre au Pakistan, en Inde dans les États du Penjab, d’Himachal Pradesh, du Maharashtra, d’Uttar Pradesh, du Bihar et du Bengale-Occidental, au Sri Lanka, au Bangladesh. La localité type est répertoriée comme « l’Inde ». Plus spécifiquement, ce serait la côte de Coromandel par inférence à Russel (1796).
Sur son aire de répartition elle peut être très commune dans certaines zones et rare dans d’autres. En Inde, elle est abondante au Penjab, très courante le long de la côte de Malabar et ses collines, en Inde du Sud et jusqu’au Bengale-Occidental. Elle est peu courante voire rare dans la vallée du Gange et le nord du Bengale.

## Habitat
Cette espèce ne se limite pas à un habitat particulier, mais tend à éviter les forêts denses. Ce serpent se trouve principalement dans les prairies ouvertes, herbeuses ou broussailleuses, mais peut également se rencontrer dans les forêts secondaires (jungles broussailleuses), sur les plantations forestières et les terres agricoles. Il est plus fréquent dans les plaines, les basses terres côtières et les collines présentant son habitat habituel. En général, il ne se rencontre pas en altitude, mais a été signalé jusqu’à une hauteur de 2 300 m à 3 000 m. Les milieux humides, comme les marais, les marécages et les forêts tropicales, sont évités.
Cette espèce se rencontre souvent dans les zones fortement urbanisées et les habitations à la campagne, attirée par les rongeurs liés à l’activité humaine. En conséquence, les personnes travaillant à l’extérieur dans ces zones sont les plus susceptibles d’être mordus. Il convient de noter, toutefois, que Daboia russelii ne fréquente pas autant les habitations humaines que les espèces des genres Naja et Bungarus (cobras et kraits).

## Comportement

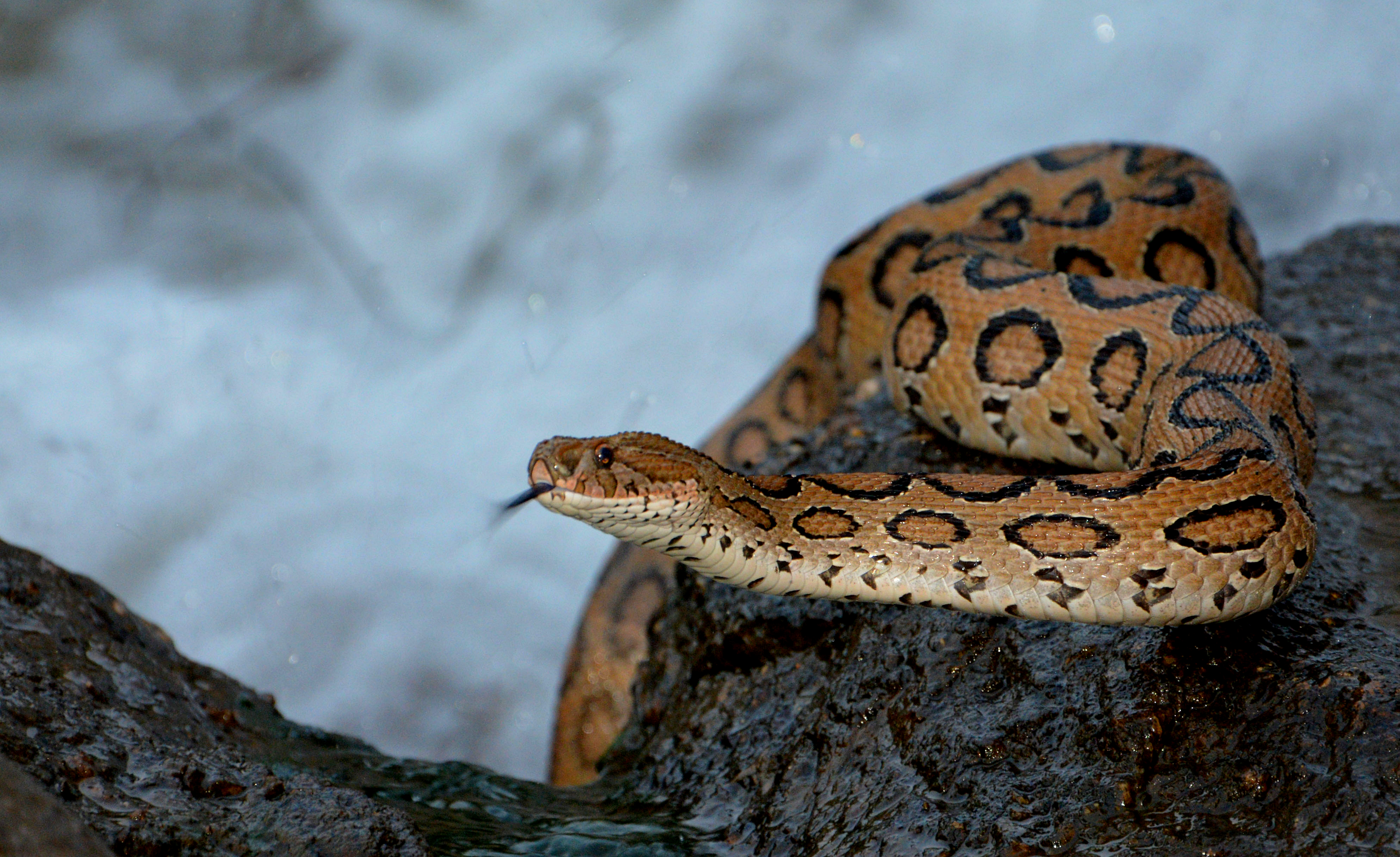
Daboia russelii

C'est un serpent terrestre et principalement nocturne. Toutefois, pendant la saison fraîche il va modifier son comportement et devenir plus actif pendant la journée.
Les adultes Daboia russelii sont constamment lents et paresseux à moins d’être poussés au-delà d'une certaine limite, après quoi ils deviennent violents et agressifs. Les juvéniles, par contre, sont généralement plus irritables et susceptibles de mordre sans provocation.
Lorsque ce serpent se sent menacé, il forme une série de boucles en S, soulève le premier tiers du corps et produit un sifflement qui est censé être plus fort que celui de tout autre serpent. Lorsqu’ils frappent depuis cette position, ils peuvent exercer une telle force que même un grand spécimen peut faire décoller la plus grande partie de son corps au-dessus du sol. Il s'agit de serpents difficiles à manipuler : ils sont forts et agiles et peuvent réagir violemment à la capture. La morsure peut être immédiatement relâchée, ou bien ils peuvent s'accrocher pendant plusieurs secondes.
Bien que ce genre n'a pas les fosses sensitives de chaleur des Crotalinae, c'est l'un des nombreux viperinés apparemment en mesure de réagir à des stimuli thermiques, renforçant l'idée qu'eux aussi possèdent un organe sensible à la chaleur,.
L'identité de ce capteur n'est pas certain, mais les terminaisons nerveuses dans le sac supranasal de ces serpents ressemblent à ceux trouvés dans d'autres organes sensibles à la chaleur.

## Alimentation
Elle se nourrit principalement de rongeurs comme les rats. Les jeunes mangent des proies plus petites, comme des crabes terrestres, des scorpions et des insectes. Les juvéniles sont crépusculaires et chassent activement. La présence de rongeurs est la principale raison qui fait que ce serpent soit attiré par la proximité des habitations humaines.
On a rapporté de nombreux cas de cannibalisme chez les juvéniles.

## Reproduction
Cette espèce est ovovivipare. L'accouplement a lieu généralement au début de l'année, bien que des femelles gravides puissent être rencontrées à toute période de l’année. La période de gestation est de plus de six mois. Les jeunes naissent entre mai et novembre, mais surtout en juin et juillet. Des portées de 20 à 40 jeunes sont communes, même s'il peut n’y avoir qu’un seul juvénile. Le maximum observé est de 65 dans une même portée. À la naissance, les juvéniles mesurent 215 mm à 260 mm de longueur. La longueur minimale pour une femelle gravide est d'environ 100 cm. Il semble que la maturité sexuelle soit atteinte à 2 ou 3 ans. Il a été observé un cas où il a fallu près de 4,5 heures à un spécimen pour produire 11 jeunes.

## Venin

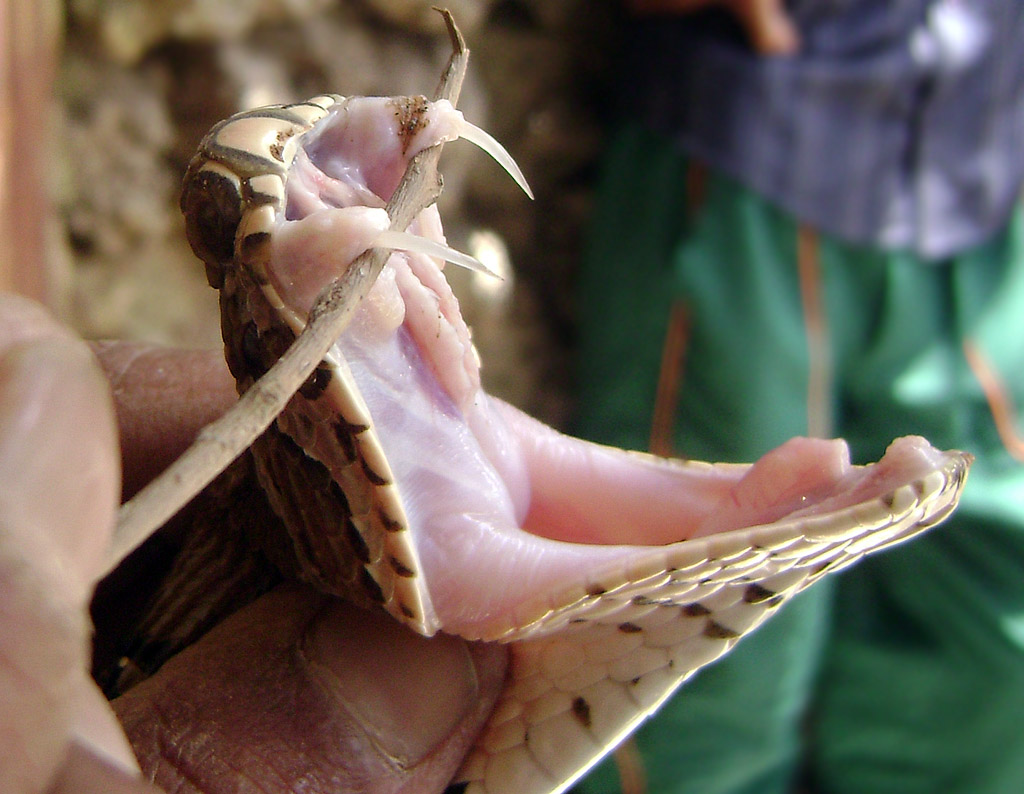
Crochets venimeux de la vipère de Russell

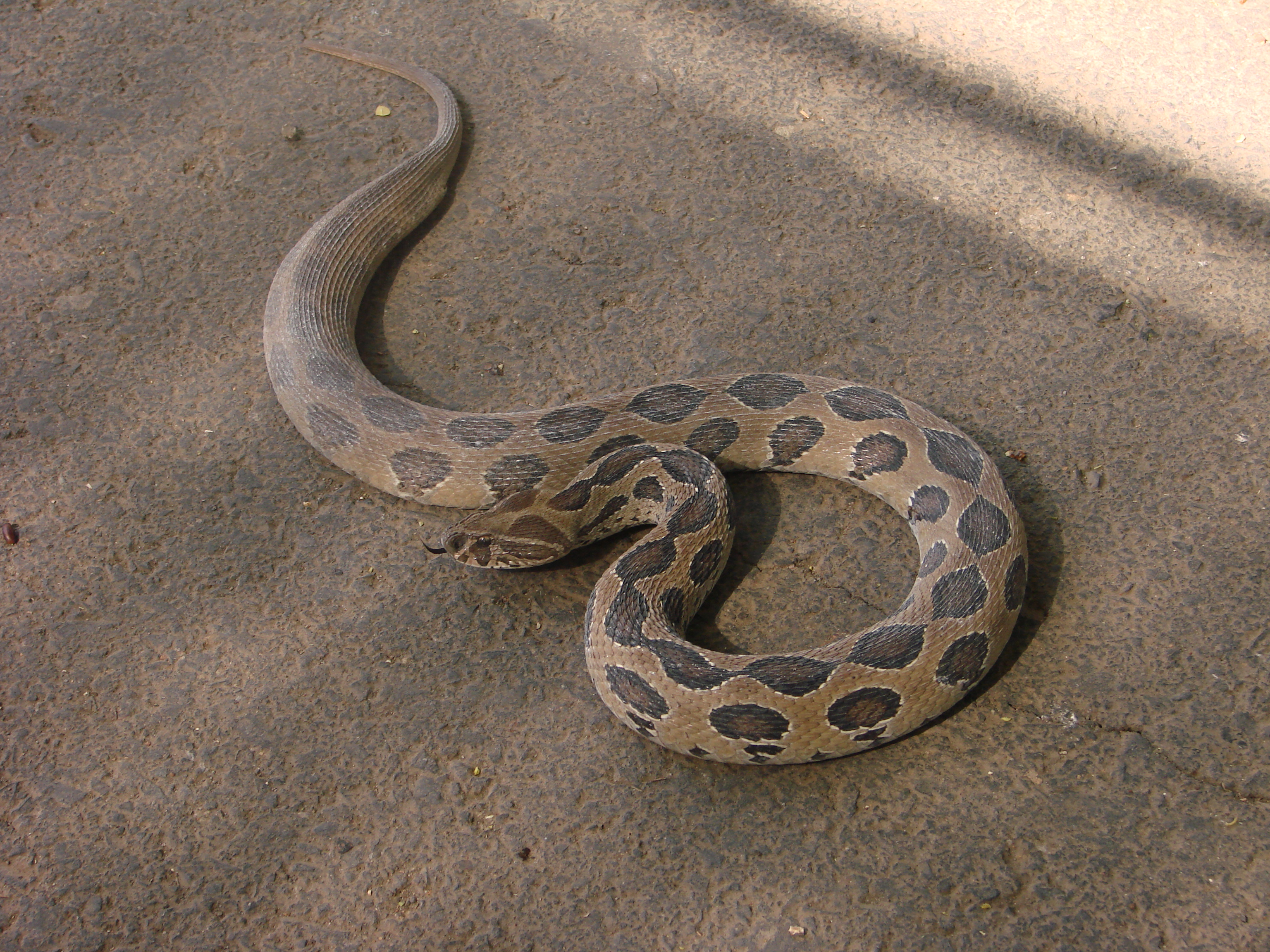
Une vipère de Russell à Pune, Inde.

La quantité de venin produite est considérable. On a signalé pour des spécimens adultes des productions de 130 à 250 mg voire 150-250 mg. Chez les juvéniles, dans un échantillon de treize individus avec une longueur moyenne de 79 cm, les glandes produisaient de 8 à 79 mg avec une moyenne de 45 mg. Ce venin a une toxicité très élevée et il est mortel pour l'homme. Rien qu'au Sri Lanka, la vipère de Russell est responsable de plus de 13 000 morsures chaque année. C'est pourquoi, en cas de morsure, il faut se rendre immédiatement dans un lieu médicalisé où l'utilisation du sérum antivenimeux existant est primordiale.
La DL50 chez la souris, qui est généralement utilisé comme indicateur de la toxicité du venin de serpent, est de 0,08 à 0,31 mg/kg par voie intraveineuse, de 0,40 mg/kg par voie intramusculaire, de 0,75 mg/kg sous-cutanée. La dose létale pour l'Homme est de 40 à 70 mg. En général, la toxicité dépend d'une combinaison de cinq composantes du venin différentes, dont chacune est moins toxique lorsqu'elle est testée séparément. La toxicité du venin varie également au sein des populations et au fil du temps.
Les symptômes d'une envenimation commencent par une douleur à l'endroit de la morsure, immédiatement suivie par un gonflement du membre affecté. Le saignement est un symptôme fréquent, en particulier de la gencive, et les crachats peuvent montrer une présence de sang dans les vingt minutes après la morsure. Il y a une baisse de la pression artérielle et la fréquence cardiaque diminue. Des boursouflures apparaissent sur le site de la morsure, et le long du membre atteint dans les cas graves. La nécrose est généralement superficielle et limitée aux muscles près de la morsure, mais peut être sévère dans les cas extrêmes. Vomissements et gonflement du visage se produisent dans environ un tiers des cas.
La douleur intense peut durer deux à quatre semaines. Localement, il peut persister en fonction du niveau des lésions tissulaires. Souvent, les pics locaux de gonflement interviennent dans les 48 à 72 heures suivants la morsure, impliquant à la fois le membre affecté et le tronc. Si la personne transpire abondamment dans les deux heures, une envenimation massive est probable. Une décoloration peut se produire dans toute la zone gonflée due au fait que les globules rouges et plasma suintent au travers du tissu musculaire. La mort par septicémie, défaillance respiratoire ou insuffisance cardiaque peut survenir entre un et quatorze jours après la morsure, rarement plus tard.
Parce que ce venin est si efficace pour induire une thrombose, il est dans un test diagnostique in vitro de la coagulation sanguine qui est largement utilisé dans les laboratoires hospitaliers. Le coagulant dans le venin active directement le facteur X, qui transforme la prothrombine en thrombine en présence du facteur V et les phospholipides. Le venin est dilué pour donner un temps de coagulation de 23 à 27 s et le phospholipide est réduit pour rendre le test extrêmement sensible aux phospholipides. Le test dVVR est plus sensible que le test TCA pour la détection de l'anticoagulant lupus (une maladie auto-immune), parce qu'elle n'est pas influencée par des carences en facteurs de coagulation VIII, IX ou XI.
En Inde, l'Institut Haffkine prépare un sérum antivenimeux polyvalent qui est utilisé pour traiter les morsures de cette espèce.

## Mimétisme

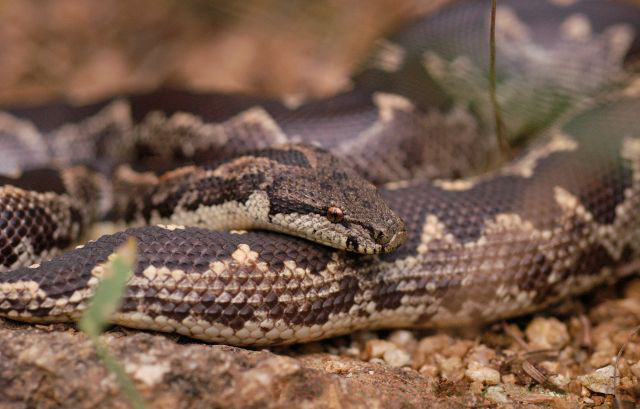
Le boa des sables, Eryx conicus, possible mimétisme avec l’apparence de D. russelii.

Certains herpétologistes croient que, étant donné le succès de D. russelii en tant qu'espèce et sa réputation terrible dans son environnement naturel, un autre serpent est venu à imiter son apparence. À première vue, le boa des sables, Eryx conicus, possède le même motif de couleurs et ressemble beaucoup à Daboia russelii, même si lui est totalement inoffensif,. Le python molure (et le python birman), lorsqu'il est jeune et pas trop grand pour ressembler à une vipère, a aussi des motifs chatoyants semblables à ceux de la vipère de Russell, mais il s'en distingue bien par ses écailles lisses et brillantes.

## Étymologie
Cette espèce a été nommée en l’honneur du Dr Patrick Russell (1726-1805) qui fut le premier à décrire l’animal tandis que le genre daboia reprend le nom hindi de ce serpent qui signifie « celui qui épie ».

## Taxinomie
L'orthographe correcte du nom de l'espèce, Daboia russelii, a été et est encore, un sujet de débat. Shaw et Nodder en 1797, dans leur description de l'espèce Coluber russelii, lui donnèrent le nom du Dr Patrick Russell, mais ont apparemment mal orthographié son nom, avec un seul "L" au lieu de deux. Russell (1727-1805) fut l'auteur de Une énumération des serpents indiens en 1796 et de La suite d'une énumération des serpents indiens en 1801. McDiarmid et al. en 1999 sont parmi ceux qui favorisent l'orthographe d'origine mal orthographiée, invoquant l'article 32C (ii) du Code international de nomenclature zoologique. D'autres, comme Zhao et Adler en 1993 favorisent russellii.
Grâce à des études morphologiques et à des analyses de l’ADN mitochondrial, Thorpe et al. en 2007 fournit la preuve que l'ancienne sous-espèce de l'Est devrait être considérée comme une espèce distincte, Daboia siamensis.
Les anciennes sous-espèces ont été soit élevée au rang d'espèce soit placées en synonymie avec celle-ci.
Groombridge (1980, 1986) regroupe Vipera palaestinae et Daboia comme un clade fondé sur un certain nombre d’apomorphes partagés, en particulier la forme du museau et la coloration de la tête.
À l'avenir, plusieurs espèces pourraient être ajoutées au genre Daboia. Obst en 1983 a étudié le genre et a suggéré qu'il soit étendu pour inclure Macrovipera lebetina  et Vipera xanthina. Lenk et al. en 2001 ont trouvé un appui pour cette idée fondée sur la preuve moléculaire, ce qui suggère que le genre Daboia inclut non seulement Vipera palaestinae, mais aussi Macrovipera mauritanica et Macrovipera deserti.

## Galerie

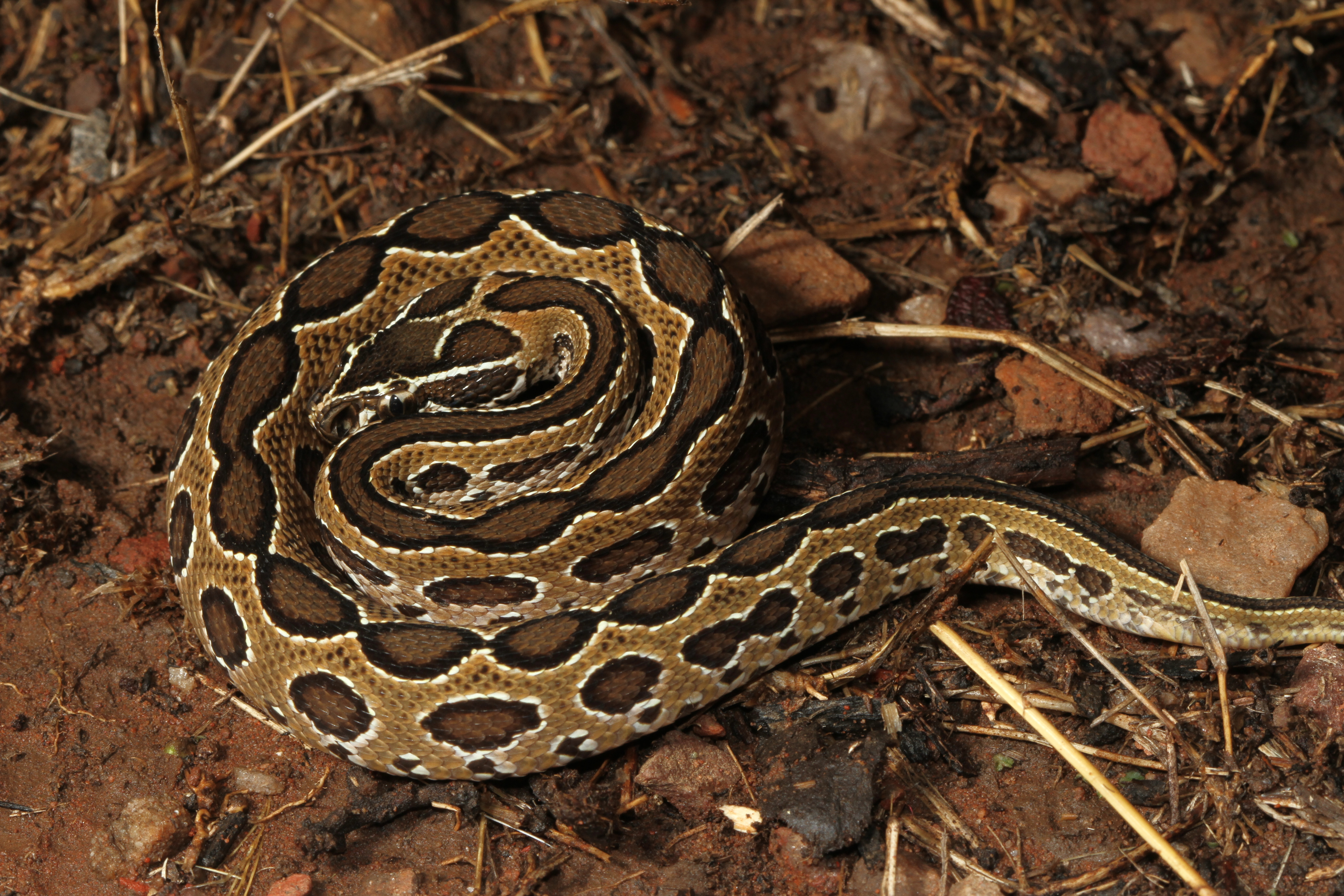
Jeune spécimen.
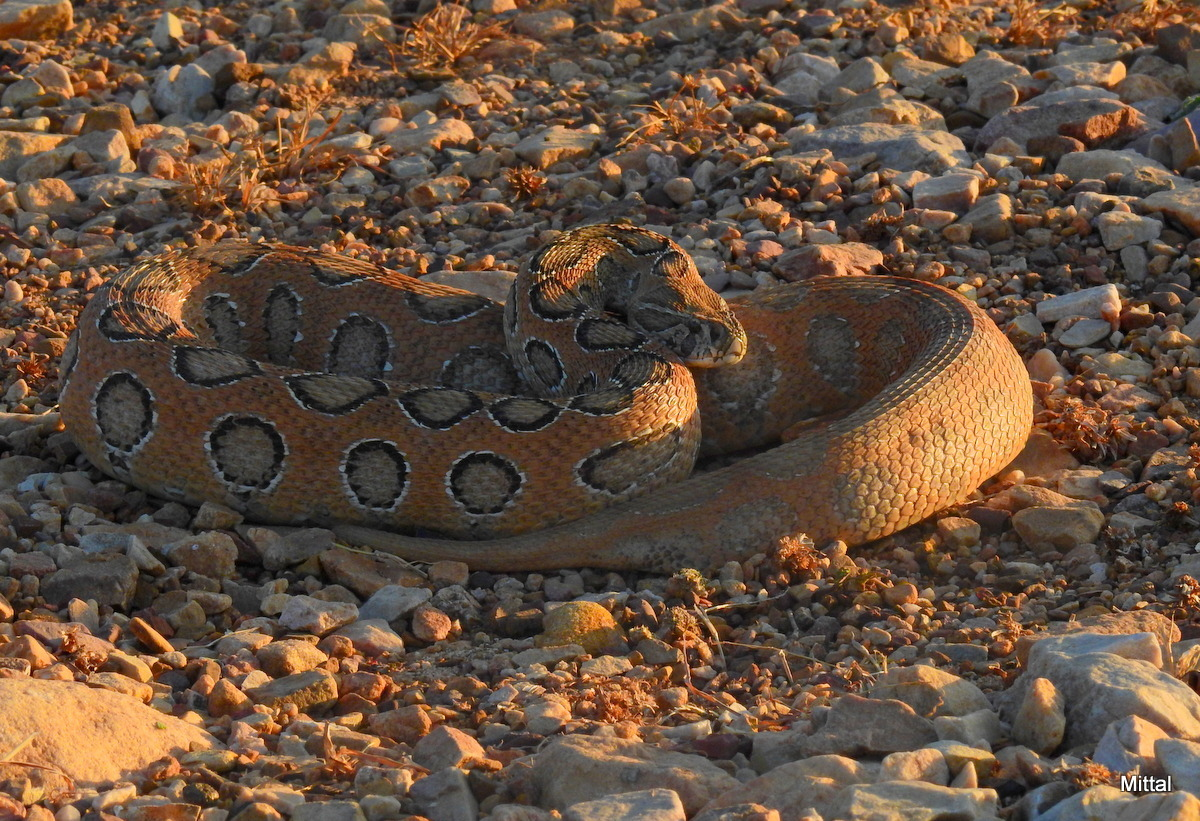
Grand spécimen.
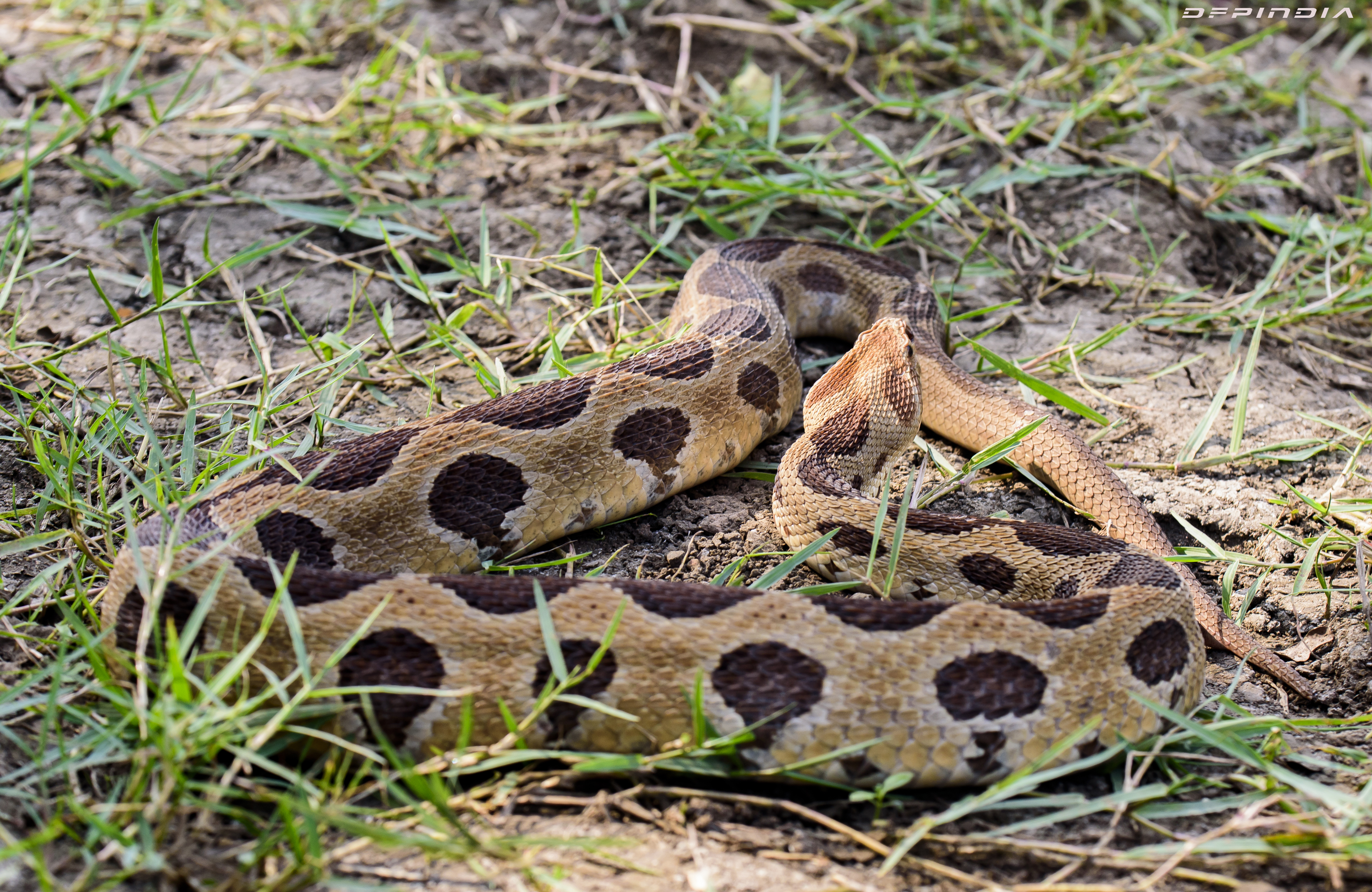
Adulte moyen.
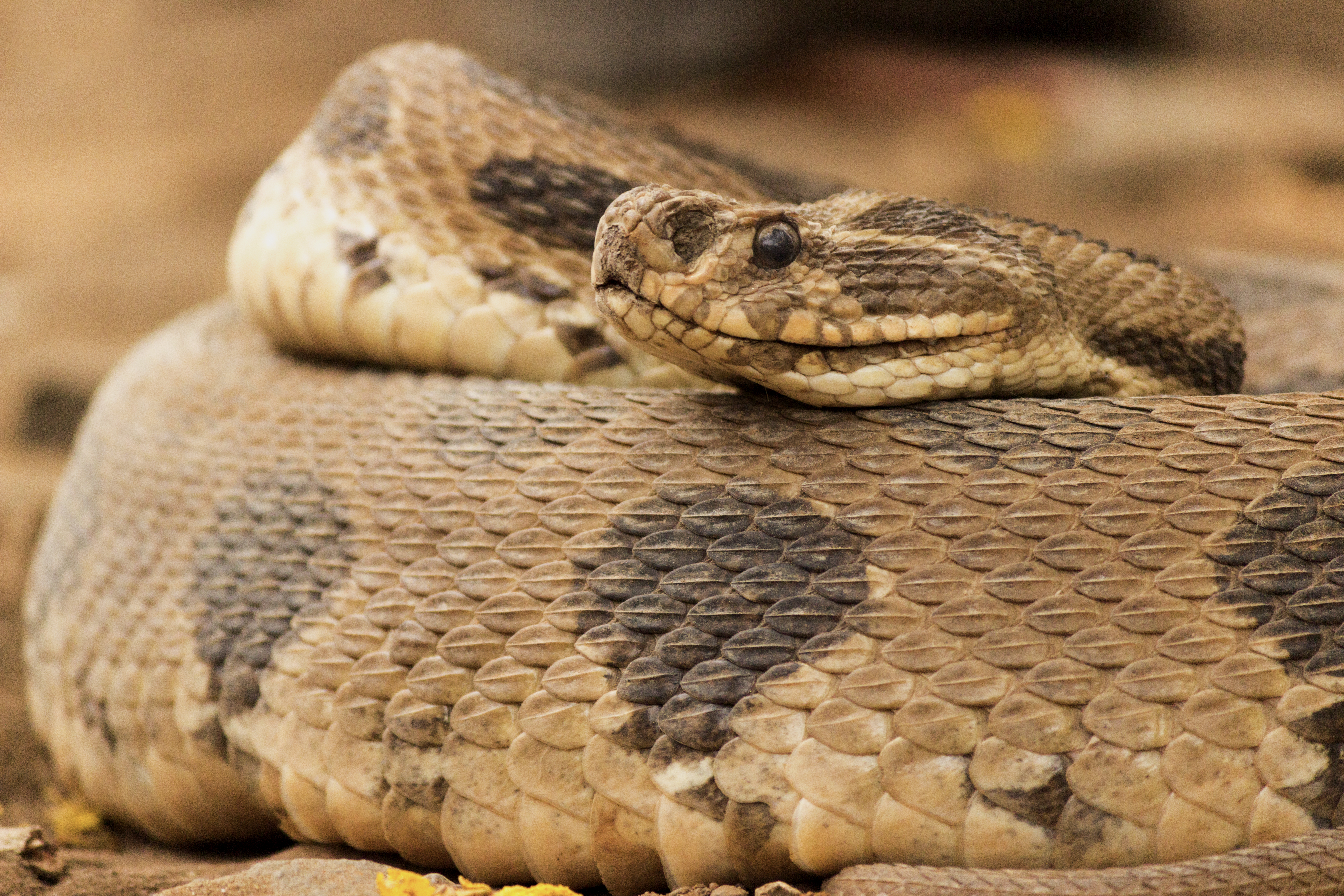
Tête d'un adulte.

## Noms communs
- Anglais : Russell's viper[2], chain viper[3],[4], Indian Russell's viper[5],[6], common Russell's viper[21], seven pacer[22], chain snake, scissors snake[18]. Précédemment, une sous-espèce du Sri Lanka fut appelée Sri Lankan Russell's viper pour la sous-espèce D. r. pulchella[21]. Cette sous-espèce est maintenant invalide.
- Bengali : চন্দ্রবোড়া (bora, chandra bora, uloo bora)[11].
- Cingalais : thith polonga[10],[11].
- Gujarati : chitalo, khadchitalo[11].
- Kannada : mandaladha haavu[23] ou mandalata havu[11], kolakumandala[11].
- Kashmiri : gunas[11].
- Malayalam : ചേനത്തണ്ടൻ (mandali, ruthamandali, chenathandan, manchatti, shanguvarayan, "Rakta Anali"[11]).
- Marathi : घोणस (ghonas)[11].
- Oriya : Chandra Boda
- Ourdou, Hindi, Hindustani, Punjabi : daboia[24],[11].
- Sindhi : koraile[11].
- Tamoul : கண்ணாடி விரியன் (retha aunali, kannadi virian[11] ou kannadi viriyan[25]).
- Telougou : రక్త పింజరి (katuka rekula poda[11] ouraktha penjara/penjari).
- Thaï : งูแมวเซาอินเดีย (Ngou Méow Sao Hin Dia)[26].
- Tulu : ಕಂದೊಡಿ (kandhodi.)
- Vietnamien : Rắn lục Russell's

## La vipère de Russell dans la littérature
Dans la nouvelle policière d'Arthur Conan Doyle intitulée La bande mouchetée (traduit aussi par Le ruban moucheté), mettant en scène le célèbre détective Sherlock Holmes, un serpent de cette espèce est utilisé comme arme d'un crime.
Le poète, diplomate et homme politique chilien Pablo Neruda parle aussi de la vipère de Russell dans ses ouvrages. Il raconte avec humour dans son livre Confieso que he vivido (J'avoue que j'ai vécu), réédité partiellement sous le titre La Solitude lumineuse, qu'il avait à Ceylan une mangouste apprivoisée qui devint célèbre dans le quartier où il vivait car cet animal avait un prestige presque mythologique dû à ses combats courageux contre les redoutables cobras ; mais un jour, alors qu'elle était suivie par plusieurs bandes de gamins tamouls et cingalais, sa mangouste rencontra une pollongha noire, dite aussi serpent de Russell ; se rendant compte de ce qui allait se passer, elle fut saisie par la peur et s'enfuit ; c'est ainsi que l'écrivain diplomate Neruda perdit son prestige dans le faubourg de Wellawatha...

## Captivité
Ces serpents supportent extrêmement bien la captivité, ne nécessitant qu'un plat d'eau et un abri pour se cacher. Les jeunes se nourrissent volontiers de souriceaux, tandis que les adultes mangent des rats, des souris et des oiseaux. Toutefois, de nombreux adultes ne se nourrissent pratiquement pas, avec l’exemple d’un spécimen qui a refusé toute nourriture pendant cinq mois. L'élevage est également assez aisé. Néanmoins, ce sont de très dangereux captifs. Il est arrivé que des spécimens utilisent leurs longs crochets recourbés pour mordre à travers leur mâchoire inférieure dans le pouce de la personne qui les manipulait.

## Publication originale
- Shaw & Nodder, 1797 : The Naturalist's Miscellany, vol. 9, plate 291.